# Iftikhar Malik
Iftikhar Ahmed Malik (* 12. März 1990 in Geesthacht) ist ein deutscher Politiker (SPD). Er war von 2020 bis 2025 Abgeordneter der Hamburgischen Bürgerschaft.

## Leben
Malik wuchs in einer Flüchtlingsunterkunft auf; seine Familie stammt aus Pakistan. Nach seinem Abitur am Otto-Hahn-Gymnasium 2010 nahm er das Studium der Rechtswissenschaften an der Universität Hamburg auf, das er mit dem ersten juristischen Staatsexamen absolvierte. 2023 folgte das zweite Staatsexamen. Er ist ausgebildeter Mediator und als Bildungsreferent tätig. Er ist als Rechtsanwalt zugelassen.
Bei der Bürgerschaftswahl in Hamburg 2020 zog er über die Landesliste der SPD mit einem Personenstimmenergebnis über Platz 58 in die Bürgerschaft ein. Politisch konzentriert sich Malik insbesondere auf die Themen Teilhabe und Integration. Zur Bürgerschaftswahl 2025 trat Malik nicht mehr an; er sehe seine Ressourcen durch seine anwaltliche Arbeit besser eingesetzt.

## Politische Positionen
Malik setzte sich als Bürgerschaftsabgeordneter für ein Landesantidiskriminierungsgesetz ein.